# 北海道旭川方面の資格者配置路線
北海道旭川方面の資格者配置路線（ほっかいどうあさひかわほうめんのしかくしゃはいちろせん）とは、交通誘導警備業務に関し、道路又は交通の状況により、北海道旭川方面公安委員会が道路における危険を防止するため必要と認める路線である。当該路線で交通誘導警備業務を実施するにあたっては、交通誘導警備業務を実施する場所ごとに、交通誘導警備業務1級検定又は2級検定の合格証明書の交付を受けた警備員を1名以上配置しなければならない。

## 告示・施行
- 2006年12月1日：告示
- 2007年6月1日：施行
- 2015年6月1日：改正

## 路線一覧
|    | 路線名                   | 区間                                   |
| -- | ------------------------ | -------------------------------------- |
| 1  | 国道12号                 | 旭川方面に所在する警察署が管轄する地域 |
| 2  | 国道38号                 | 旭川方面に所在する警察署が管轄する地域 |
| 3  | 国道39号                 | 旭川方面に所在する警察署が管轄する地域 |
| 4  | 国道40号                 | 旭川方面に所在する警察署が管轄する地域 |
| 5  | 国道231号                | 旭川方面に所在する警察署が管轄する地域 |
| 6  | 国道232号                | 旭川方面に所在する警察署が管轄する地域 |
| 7  | 国道233号                | 旭川方面に所在する警察署が管轄する地域 |
| 8  | 国道237号                | 旭川方面に所在する警察署が管轄する地域 |
| 9  | 国道238号                | 旭川方面に所在する警察署が管轄する地域 |
| 10 | 国道239号                | 旭川方面に所在する警察署が管轄する地域 |
| 11 | 国道273号                | 旭川方面に所在する警察署が管轄する地域 |
| 12 | 国道274号                | 旭川方面に所在する警察署が管轄する地域 |
| 13 | 国道275号                | 旭川方面に所在する警察署が管轄する地域 |
| 14 | 国道333号                | 旭川方面に所在する警察署が管轄する地域 |
| 15 | 国道452号                | 旭川方面に所在する警察署が管轄する地域 |
| 16 | 道道枝幸音威子府線       | 旭川方面に所在する警察署が管轄する地域 |
| 17 | 道道礼文島線             | 旭川方面に所在する警察署が管轄する地域 |
| 18 | 道道深川雨竜線           | 旭川方面に所在する警察署が管轄する地域 |
| 19 | 道道和寒幌加内線         | 旭川方面に所在する警察署が管轄する地域 |
| 20 | 道道旭川深川線           | 旭川方面に所在する警察署が管轄する地域 |
| 21 | 道道士別滝の上線         | 旭川方面に所在する警察署が管轄する地域 |
| 22 | 道道深川豊里線           | 旭川方面に所在する警察署が管轄する地域 |
| 23 | 道道豊富浜頓別線         | 旭川方面に所在する警察署が管轄する地域 |
| 24 | 道道増毛稲田線           | 旭川方面に所在する警察署が管轄する地域 |
| 25 | 道道旭川多度志線         | 旭川方面に所在する警察署が管轄する地域 |
| 26 | 道道和寒鷹栖線           | 旭川方面に所在する警察署が管轄する地域 |
| 27 | 道道下川愛別線           | 旭川方面に所在する警察署が管轄する地域 |
| 28 | 道道利尻富士利尻線       | 旭川方面に所在する警察署が管轄する地域 |
| 29 | 道道稚内天塩線           | 旭川方面に所在する警察署が管轄する地域 |
| 30 | 道道沓形仙法志鴛泊線     | 旭川方面に所在する警察署が管轄する地域 |
| 31 | 道道美深中頓別線         | 旭川方面に所在する警察署が管轄する地域 |
| 32 | 道道稚内幌延線           | 旭川方面に所在する警察署が管轄する地域 |
| 33 | 道道小平幌加内線         | 旭川方面に所在する警察署が管轄する地域 |
| 34 | 道道美唄富良野線         | 旭川方面に所在する警察署が管轄する地域 |
| 35 | 道道愛別当麻旭川線       | 旭川方面に所在する警察署が管轄する地域 |
| 36 | 道道歌登咲来停車場線     | 旭川方面に所在する警察署が管轄する地域 |
| 37 | 道道美深名寄線           | 旭川方面に所在する警察署が管轄する地域 |
| 38 | 道道吹上上富良野線       | 旭川方面に所在する警察署が管轄する地域 |
| 39 | 道道剣淵原野士別線       | 旭川方面に所在する警察署が管轄する地域 |
| 40 | 道道麓郷山部停車場線     | 旭川方面に所在する警察署が管轄する地域 |
| 41 | 道道幌糠小平停車場線     | 旭川方面に所在する警察署が管轄する地域 |
| 42 | 道道忠別清水線           | 旭川方面に所在する警察署が管轄する地域 |
| 43 | 道道上富良野旭中富良野線 | 旭川方面に所在する警察署が管轄する地域 |
| 44 | 道道嵐山公園線           | 旭川方面に所在する警察署が管轄する地域 |